# Ivan Gale
Ivan Gale, slovenski javni uslužbenec, pogosto označen kot žvižgač, * 18. junij 1980, Velike Lašče
Deloval je kot vodja splošne službe na Zavodu RS za blagovne rezerve.

## Življenje
Leta 2006 je diplomiral na ljubljanski pravni fakulteti iz prava socialne varnosti.
Kot vodjo splošne službe na Zavodu za blagovne rezerve je nadomeščal direktorja Antona Zakrajška, po tem ko je bil ta od 20. marca 2020 dalje bolniško odsoten zaradi COVID-19. Zakrajšek je bil mesec kasneje, 21. aprila, razrešen s položaja direktorja.

## Afera maske
Gale je 23. aprila 2020 v oddaji Tarča na RTV Slovenija razkril informacije o aferi maske. Trdil je, da se je preusmeritev vseh dobav zaščitne opreme med epidemijo COVID-19 na Zavod RS za blagovne rezerve izvedla namerno. Zavod je bil kadrovsko za to neustrezen, kar je omogočilo posredovanje političnih odločevalcev, da so dobavitelje izbrali po svoji lastni presoji.
V afero so bili domnevno vpleteni med drugimi minister za gospodarski razvoj in tehnologijo Republike Slovenije in predsednik SMC Zdravko Počivalšek, politik Lojze Peterle, predsednik NSi in minister za obrambo Matej Tonin in predsednik SLS Marjan Podobnik. Takšno osebno posredovanje in dajanje subjektivne prednosti točno določenim podjetjem, v tem primeru družbi Geneplanet, so si nekateri razlagali kot zlorabo položaja in korupcijo. Direktor družbe Geneplanet, Marko Bitenc, je v oddaji svojo vpletenost zanikal. Zaradi afere so predsednik SD Dejan Židan in predsednik Levice Luka Mesec ter bivši predsednik vlade Marjan Šarec vlado pozvali k odstopu.
Naslednji dan je v Ljubljani nastal tudi grafit z napisom »Ivan Gale, ljubimo te«. Galetu je bila isti dan dodeljena policijska zaščita, saj je po izpostavitvi na javni televiziji obstajal sum na ogroženost njegovega življenja.
Predsednik vlade Janez Janša se je na afero odzval, da ga Gale ni skušal kontaktirati. Gale je temu oporekal in medijem delil zaslonski posnetek korespondence preko elektronske pošte z Janezom Janšo, ki je prikazoval, da je premierja že od 15. aprila dalje opozarjal na nepravilnosti in pritiske pri nabavah zaščitne opreme, Janša pa naj se na sporočila ne bi odzival.

### Kritike
Glede na vladno Poročilo o stanju, razlogih, zalogah in naročilih osebne zaščitne ter kritične medicinske opreme ter nabavah v času epidemije s koronavirusom naj bi Ivan Gale podpisal 22 pogodb v vrednosti 58,4 milijona evrov in 6 aneksov v vrednosti 79,58 milijona evrov, kljub temu da za to ni imel soglasja. Kot namestnik direktorja je podpisal večino pogodb, ki jih je javno označil kot sporne.
11. junija 2020 je portal Požareport razkril, da naj bi se Ivan Gale konec aprila 2020 sešel s predsednikom računskega sodišča Tomažem Veselom. Vesel srečanja medijem ni želel komentirati, prav tako na vprašanje o srečanju z Veselom ni odgovoril Gale. Posebej sporno naj bi srečanje bilo, ker je nabava zaščitne opreme pod drobnogledom računskega sodišča.

### Kazenska ovadba in odpoved zaposlitve
23. septembra 2020 je bil kazensko ovaden ker naj bi nepooblaščeno podpisal pogodbe za 140 milijonov evrov in tajno snemal telefonske pogovore.. 25. septembra 2020 je bil klican na zagovor pred izredno odpovedjo zaposlitve. Glavna očitka sta bila sklepanje domnevno škodljivih pogodb pri nabavah zaščitne medicinske opreme, ponareditev poslovne listine in neustrezna komunikacijo z mediji. 9. oktobra 2020 je zaradi očitka ponareditev listine prejel odpoved delovnega razmerja na Zavodu RS za blagovne rezerve.

## Vpliv
Na omrežju Facebook se je kmalu po 23. aprilu 2020 ustanovila skupina Skupina podpore Ivanu Galetu, ki je na vrhuncu združevala čez 75.000 članov in kljub javnemu distanciranju moderatorjev od protivladnih protestov postala ena od skupnih točk idejno pogosto različnih nasprotnikov vlade, vladnih ukrepov, vladajočih posameznikov oz. družbenega reda.